# Joe Dunthorne

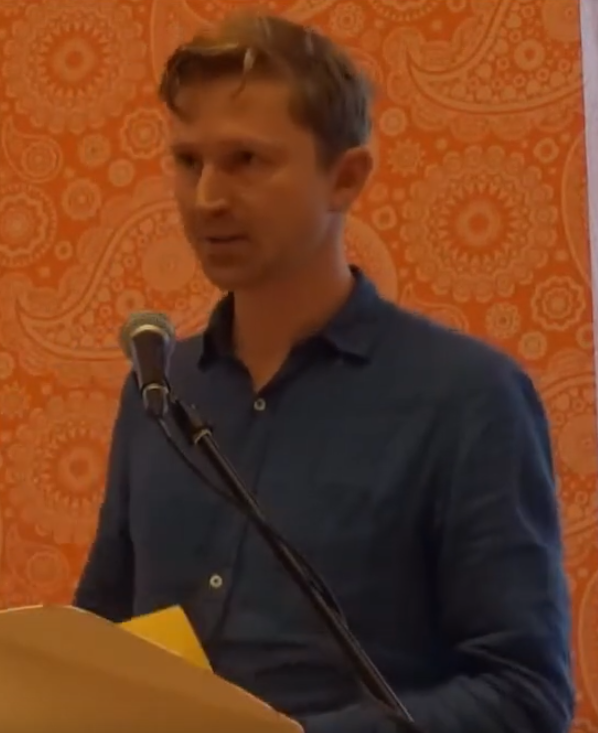
Joe Dunthorne (2019)

Joe Dunthorne (geb. 14. Januar 1982 in Swansea) ist ein walisischer Schriftsteller.

## Leben
Joe Dunthorne wurde 1982 als Sohn zweier Akademiker und als jüngstes von drei Geschwistern in Swansea geboren, wo er auch aufwuchs. Nach seinen A-Levels verbrachte er ein Jahr in Australien. Er studierte an der University of East Anglia bis 2004 Englisch und Creative Writing (BA) und absolvierte im Anschluss dort bis 2005 das Master-Programm Creative Writing. Schon während des Studiums arbeitete er an seinem Debütroman Submarine. Dieser wurde 2008 veröffentlicht. Im Jahr 2010 veröffentlichte Dunthorne erstmals Lyrik bei Faber.

## Werk
Dunthornes Debütroman Submarine ist ein Coming-Of-Age-Roman über einen walisischen Teenager. Der Roman wurde 2010 von Richard Ayoade verfilmt. Der Roman stand auf den Shortlists des Desmond Eliot Prizes, des Wodehouse Bolinger Prizes und des Commonwealth Writers’ Prize Best First Book Award und wurde in zehn Sprachen übersetzt.
Für seinen zweiten Roman, Wild Abandon (2011), der vom Leben in einer Kommune handelt, wurde er mit dem Encore Award für das beste zweite Werk eines Autors ausgezeichnet. Im Jahr 2018 erschien sein Roman The Adulterants, über die schlechten Entscheidungen eines etwa dreißigjährigen Briten während der London Riots 2011.
In seinem 2025 erschienenem Buch Children of Radium setzt sich Dunthorne mit seiner Familiengeschichte auseinander. Ausgehend von den unveröffentlichten und von dessen Sohn Eugen Merzbacher übersetzten Memoiren seines Urgroßvaters Siegfried Merzbacher, dem Erfinder der radioaktiven Zahnpasta Doramad, recherchiert er bezüglich dessen Involviertheit in die Entwicklung von Giftgas im nationalsozialistischen Deutschland und mögliche Verstrickungen in das Massaker von Dersim. Er beleuchtet aber auch die Geschichte von Siegfrieds älterer Schwester Elisabeth Kitzinger und reflektiert über Geschichts- und Erinnerungskultur. Der Roman wurde von Hans-Christian Oeser unter dem Titel Kinder des Radiums: Auf den Spuren meiner jüdischen Familie ins Deutsche übersetzt und erschien im Berlin Verlag.

## Werke
- Submarine. Hamish Hamilton, London 2008, ISBN 978-0-241-95515-4.
- Wild Abandon. Hamish Hamilton, London 2011, ISBN 978-0-241-14406-0.
- The Adulterants. Hamish Hamilton, London 2018, ISBN 978-0-241-30547-8.
- O Positive. Gedichtsammlung. Faber & Faber, London 2019.
- Children of Radium: A Buried Inheritance. Hamish Hamilton, London 2025. ISBN 978-0-241-51746-8.
  - Kinder des Radiums. Aus dem Englischen von Hans-Christian Oeser. Berlin Verlag, Berlin 2025, ISBN 978-3-8270-1450-4